# Dispersion funéraire
 (juin 2025).
La mise en forme du texte ne suit pas les recommandations de Wikipédia : il faut le « wikifier ».
Les points d'amélioration suivants sont les cas les plus fréquents :
- Les titres sont pré-formatés par le logiciel. Ils ne sont ni en capitales, ni en gras.
- Le texte ne doit pas être écrit en capitales (les noms de famille non plus), ni en gras, ni en italique, ni en « petit »…
- Le gras n'est utilisé que pour surligner le titre de l'article dans l'introduction, une seule fois.
- L'italique est rarement utilisé : mots en langue étrangère, titres d'œuvres, noms de bateaux, etc.
- Les citations ne sont pas en italique mais en corps de texte normal. Elles sont entourées par des guillemets français : « et ».
- Les listes à puces sont à éviter, des paragraphes rédigés étant largement préférés. Les tableaux sont à réserver à la présentation de données structurées (résultats, etc.).
- Les appels de note de bas de page (petits chiffres en exposant, introduits par l'outil «  Source ») sont à placer entre la fin de phrase et le point final[comme ça].
- Les liens internes (vers d'autres articles de Wikipédia) sont à choisir avec parcimonie. Créez des liens vers des articles approfondissant le sujet. Les termes génériques sans rapport avec le sujet sont à éviter, ainsi que les répétitions de liens vers un même terme.
- Les liens externes sont à placer uniquement dans une section « Liens externes », à la fin de l'article. Ces liens sont à choisir avec parcimonie suivant les règles définies. Si un lien sert de source à l'article, son insertion dans le texte est à faire par les notes de bas de page.
- La présentation des références doit suivre les conventions bibliographiques. Il est recommandé d'utiliser les modèles {{Ouvrage}}, {{Chapitre}}, {{Article}}, {{Lien web}} et/ou {{Bibliographie}}. Le mode d'édition visuel peut mettre en forme automatiquement les références.
- Insérer une infobox (cadre d'informations à droite) n'est pas obligatoire pour parachever la mise en page.

Pour une aide détaillée, merci de consulter Aide:Wikification.
Si vous pensez que ces points ont été résolus, vous pouvez retirer ce bandeau et améliorer la mise en forme d'un autre article.
La dispersion est un mode de funérailles qui vise à un retour à la nature de la personne défunte après sa crémation. Elle est de ce fait intimement liée et conséquente de la crémation. Les restes corporels issus du four crématoire sont éparpillés, dispersés, dans un élément naturel : espace aquatique, terrestre ou aérien. Cela est souvent considéré comme un retour symbolique de la personne défunte à la nature. De plus la philosophie crématiste préfère la dispersion à la sépulture en prônant "la terre aux vivants".

## Historique

### Période antique
Dans la période antique de la crémation, jusqu’à la fin du 1er siècle, moment où elle a été bannie, les restes  constitués des os calcinés étaient mis dans une poterie qui était enfouie dans le sol et surmontée d’un cippe (stèle funéraire). 
Quant à la notion elle-même de dispersion des restes corporels après crémation , elle est inexistante à l’époque antique, sauf lorsque l’on voulait « effacer » quelqu’un en lui refusant une sépulture et le culte de la personne : par exemple, en 177 Sainte Blandine et ses compagnons chrétiens ont été dispersées dans le fleuve à Lyon par le pouvoir romain.

### Période moderne
La crémation est réintroduite en France à la fin du XIXe siècle avec la Loi sur la Liberté de funérailles en 1887. De ce moment là à nos jours, on peut parler de l’époque moderne de la crémation et avec, de la dispersion, puisqu'elle en découle. 

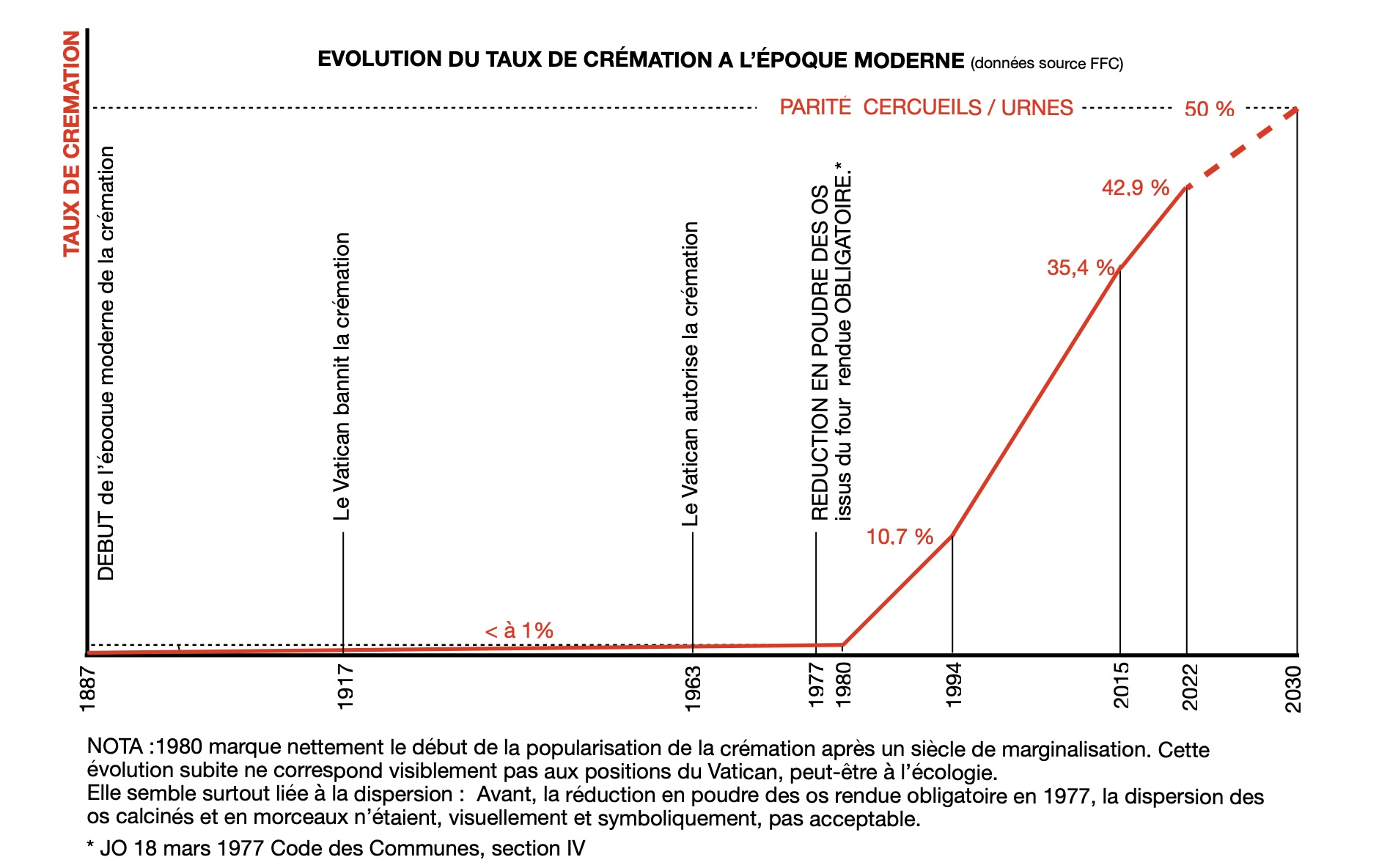
Graphique taux de crémation depuis 1887

La notion de dispersion, elle,  est évoquée dès 1886, un an avant le début de construction du premier four crématoire au cimetière du Père Lachaise à Paris,  pour fertiliser les sols. De 1887 jusqu’en 1980,  soit près d’un siècle, la crémation et avec, l’éventuelle dispersion des restes osseux, reste très marginale et concerne moins de 1% % des décès. Puis, une évolution, subite et continue, du taux de crémation est observée (graphique) à partir de 1980  . Elle correspondrait à l’obligation à partir de 1977 de réduire en poudre ("Aussitôt après la crémation, les cendres sont pulvérisées....") les os calcinés issus du four crématoire ( source 1 à consulter pour le coup d'oeil impressionnant page 67). Avant cette obligation ces os étaient mis dans des boites en bois de taille conséquente (style boite à ossuaire) et leur dispersion était évidemment peu acceptable visuellement et symboliquement. On peut se demander si cette transformation en poudre des os, avec son aspect « cendres », n’est pas à l’origine de la popularisation fulgurante de la crémation (voir graphique) avec une dispersion « des cendres » devenue, de ce fait, visuellement et symboliquement acceptable. 
La dispersion en elle même,  n’est légalement reconnue  en France que depuis 2008.

## Statistiques
Le choix de la dispersion des restes corporels, issus du four crématoire puis pulvérisés, reste à l’appréciation de la personne défunte ou éventuellement de ses proches en charge de ses funérailles. La dispersion dite "en pleine nature" doit faire l’objet d’une déclaration en mairie, mais ce n'est que rarement le cas : Il n’y a donc pas de statistiques disponibles et il faut se reporter aux souhaits exprimés dans les enquêtes CSNAF-CREDOC.
La dispersion étant consécutive à la crémation pour 50% des personnes crématisées, c’est en suivant la courbe du taux de crémation que l’on peut supputer l’importance de sa pratique. Or, cette courbe (graphique) montre que la popularisation de la crémation est intimement liée à l’acceptabilité de la dispersion des restes corporels une fois réduits en poudre. Le gouvernement le confirme. Il en est même à se demander si le fait de pouvoir disperser en toute acceptabilité et sans remords  - puisque l’on a plus à faire à un « matériau » qu’à des os-  n’est pas un des moteurs de la crémation elle-même.
Parmi les souhaits de destination « des cendres » (image), la dispersion est envisagée par 55% des sondés en 2019 et est en baisse à 50% en 2024 au profit de la sépulture en urne  (Image) 
Quant aux lieux de dispersion souhaités, le Jardin du souvenir est en nette perte de vitesse en passant de 23% en 2019 à 17% en 2024, alors que la dispersion en pleine nature reste stable.

## Sémantique:  Dispersion d'une «Personne en urne»  ou des «cendres»
En France, la dénomination officielle du processus est dispersion "des cendres ». Cette appellation n'est cependant pas très conforme au Code Civil   qui impose le respect du défunt, même après sa mort ainsi qu’après sa crémation. En effet, le terme « cendres » se réfère, légalement et physiquement à la réalité corporelle d’une personne défunte . Il s'agit donc bien d'une Personne. À la suite de la Loi du 19 décembre 2008, les restes osseux issue du four crématoire ont le statut d’une Personne au sens du droit à l'instar de d'une personne en cercueil. Les cendres sont nommées «calcius» dans le milieu funéraire. De plus, il s'agit réellement d'ossements calcinés (voir la photo dans l'ouvrage cité) suffisamment reconnaissables pour que dans le rite funéraire  japonais ils soient empilables  des pieds à la tête en respectant l’ordre  corporel. En France, ils sont fragmentés dès la sortie du four puis broyés pour les réduire en poudre. Ce processus appelé « pulvérisation ». est obligatoire .  Ce caractère obligatoire est reproché par certains car l’autorisation du broyage de ses os n’est pas recueilli auprès du défunt ou de ses proches en charge de ses funérailles comme il l'est pour sa crémation. 

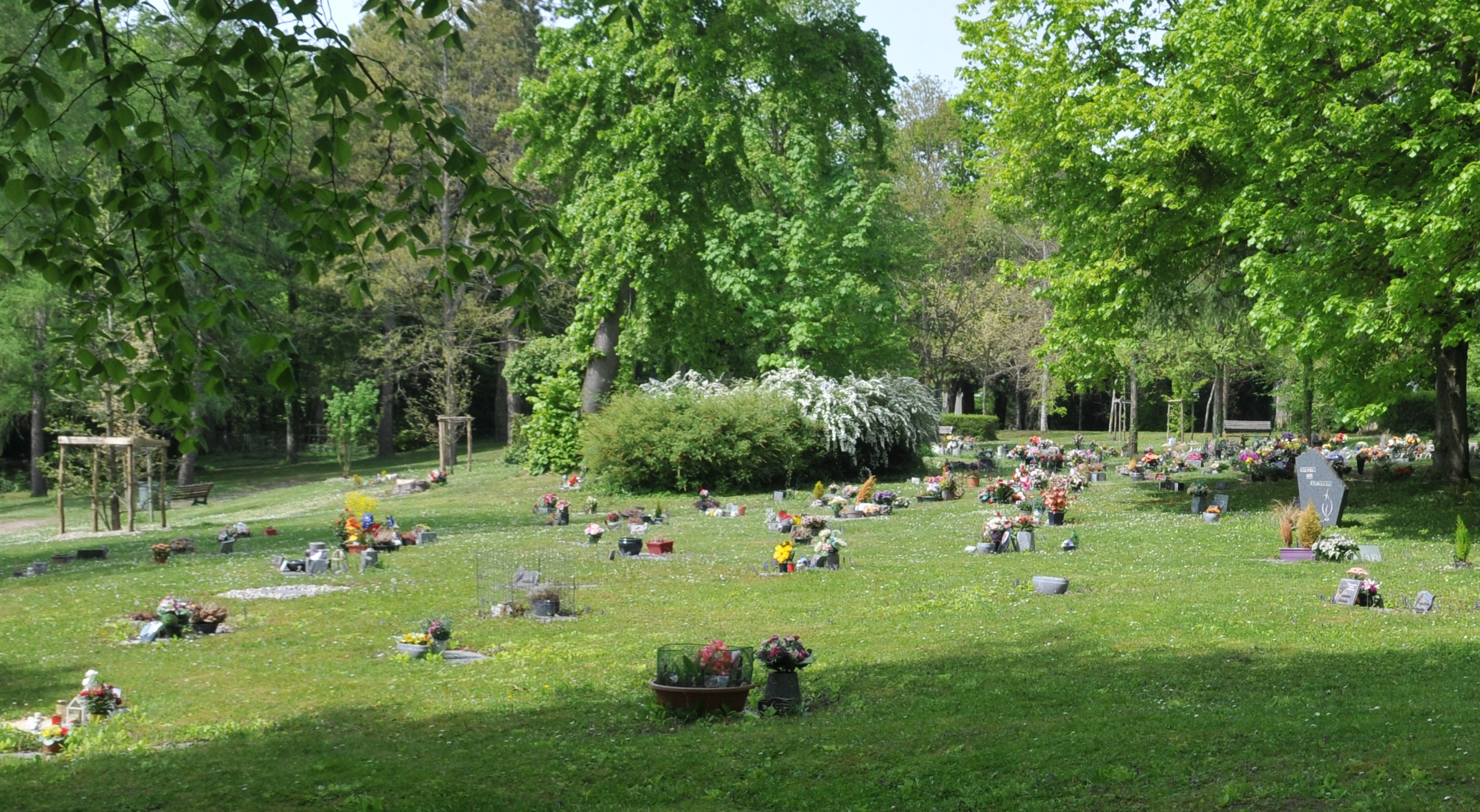
Jardin du souvenir, cimetière de la Madeleine, Amiens 2025

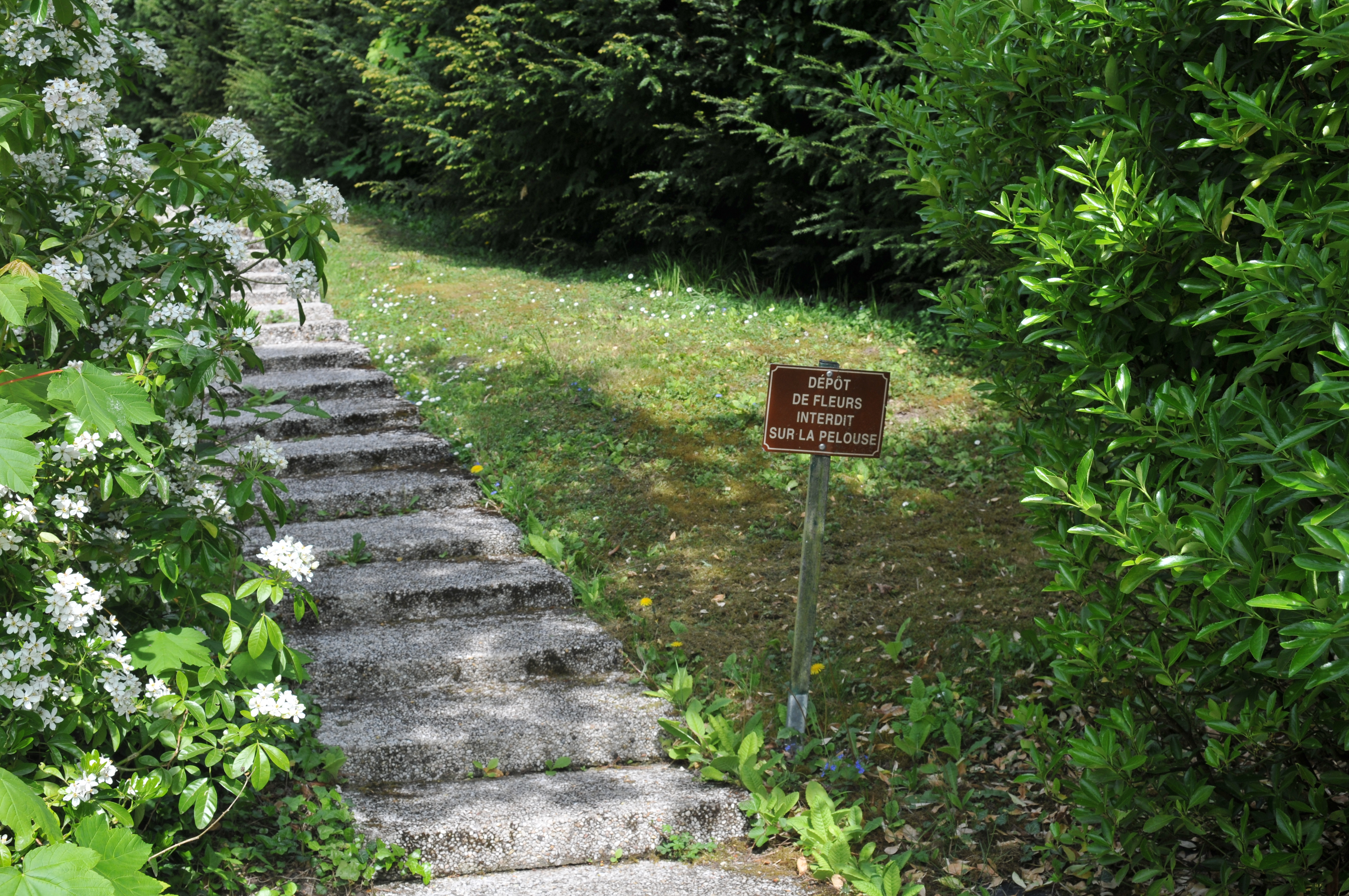
Panneau d'interdiction de dépôts. Jardin du souvenir du Cimetière La Madeleine à Amiens 2025

Une dénomination plus conforme à la réalité et plus respectueuse de la Personne défunte serait « dispersion d'une personne en urne » au lieu de « dispersion des cendres ».
L’alternative à la dispersion, comme choix de funérailles, est d’opter pour une sépulture. En effet, cette dernière constitue un lieu repéré où l'intégralité des restes corporelles reposent ensemble et sont identifiés par le nom de la personne. Soit, l’extrême opposée de la dispersion où les restes sont définitivement épars et le lieu anonyme. Certains tanguent entre dispersion et sépulture , comme le Jardin du souvenir du cimetière de La Madeleine à Amiens en témoigne (photo) et l'atteste bien que ce soit interdit (photo) . Permettre une sépulture au cimetière sur un emplacement gratuit du terrain communal est une obligation, du Maire de chaque commune :. « une sépulture est due… »

## Le terrain communal, une alternative à la dispersion au cimetière[14].
Si la dispersion est choisie pour des questions de simplicité et de faible cout, mais avec cependant le regret de ne pouvoir disposer d’un lieu précis de recueillement (image Amiens), l’alternative est d’établir une sépulture  d‘urne au cimetière, dans l’espace gratuit qu'est  le terrain communal  du cimetière, c’est-à-dire sans avoir à payer de concession . Cette option est valable pour les personnes en urnes comme pour les personnes en cercueil. En optant  pour une mise en terre de l’urne, la solution la plus économique, on obtient une sépulture nominative, un processus aussi simple qu'une dispersion mais avec un lieu de recueillement  Cette alternative est disponible pour tout un chacun dans sa commune de résidence, de décès ou dans celle où il dispose d’une tombe de famille,. 

## Réglementation en France
On remarquera que les cendres doivent être dispersées dans leur totalité et qu’il n’est pas permis de fractionner ou de faire connaître plusieurs destinations en même temps (exemple : moitié en dispersion et moitié en sépulture). 

### Dispersion au sein d'un cimetière ou d'un site cinéraire
Les espaces funéraires sont des espaces communaux où le Maire a tout pouvoir d’organisation, de gestion et de police.L’on peut opter pour la dispersion des cendres dans l'espace aménagé à cet effet, le « jardin du souvenir », ou souvent dans un «puit de dispersion» (voir Jardin du souvenir). L’on ne peut pas procéder soi-même à la dispersion des cendres en cimetière.

### Dispersion des cendres en pleine nature
Une déclaration doit être faite à la mairie du lieu de naissance du défunt. Un registre indique l'identité du défunt, la date et le lieu de dispersion des cendres; Le transport terrestre d'une urne sur le territoire national ne nécessite aucune formalité.
Pour être en pleine nature, le lieu de dispersion doit n'appartenir à personne sauf autorisation et ne pas être clos. La dispersion est interdite sur la voie publique ou dans un lieu public (stade, square, jardin public, etc.). La dispersion peut être interdite sur les cours d'eau (se renseigner auprès de la mairie de la commune concernée). La dispersion des cendres ou l'immersion de l'urne (en matière biodégradable) est autorisée en pleine mer mais à 300m du rivage.
La dispersion est interdite dans un jardin privé. Toutefois, la dispersion dans une grande étendue (champ, prairie, forêt, etc.) accessible au public et non close mais appartenant à une personne privée est possible. Il faut l'accord préalable du propriétaire du terrain.
Attention, un lieu où est pratiqué une dispersion en devient  possiblement sanctuarisé. C'est une conséquence de l'article 16–1-1 du Code civil, qui impose le respect envers les personnes défuntes. Cette sanctuarisation peut être source de problèmes. Peut-on disperser une personne défunte  sur une autre dans un Jardin du souvenir ? Peut-on tondre la pelouse du jardin du souvenir ? Ce sont des questions qui se posent.
Délai pour la dispersion : La loi prévoit un délai d’un an après la crémation pour organiser une dispersion « des cendres » ou une sépulture d’urne.

## Anomalies légales
- Si vous ne connaissez pas le sujet, laissez ce bandeau (vous pouvez alors contacter les auteurs).
- Si vous supprimez le contenu mis en cause (vous pouvez préalablement contacter les auteurs),

argumentez précisément cette suppression dans la page de discussion
(un manque de référence n'est pas un argument ; une recherche réelle de référence doit avoir été effectuée, être formellement documentée).
1) Le caractère obligatoire du broyage des os calcinés  est contradictoire avec le respect dû à une personne en urne depuis 2008 . Sauf, bien sûr, si la personne exprime la volonté que ses restes soient broyés. Cependant, à aucun moment le défunt, ou ses proches en charge de ses funérailles, n’ont l’occasion d’exprimer leur avis comme ils le font pour sa crémation. Entre autres, dans le devis type de prestations funéraires  imposé par le gouvernement aux pompes funèbres depuis  2010. En conséquence, à l’obligation de broyage se cumule l’absence d’autorisation : deux fautes de légalité par non respect des personnes défuntes .
2) Autre incongruité légale : l’impossibilité pratique, mais pas légale, pour une personne en urne d’avoir un emplacement gratuit de sépulture en « terrain communal du cimetière». La loi de 2008, en reconnaissant qu’il y a une Personne dans l’urne, ouvrait à cette disposition. Malgré cela il fallu attendre onze ans (2008-2019) pour que ce soit clairement exprimé à travers un site légalisé : service-public.fr (page crémation > destination des cendres > au cimetière). Cependant, six ans plus tard, à ce jour (mai 2025), cette disposition n’est toujours pas appliquée par les maires de chaque commune comme ils en ont le devoir,. Par exemple la ville de Lyon, historiquement très versée sur la crémation, ne propose pas d’emplacement gratuit de sépulture d'urne. Pourtant elle a un service funéraire conséquent qui devrait lui permettre d’être au fait de cette disposition. Les autres grandes villes en sont au même point et, à priori, seul le tout petit hameau de Fontgillarde  dépendant de Molines-en-Queyras (05350) est au goût du jour, un peu par hasard, car ce hameau a toujours  eu un cimetière géré selon le régime du  terrain communal, c'est-à-dire en n’ayant jamais octroyé de concessions. Il serait souhaitable que, dans toutes les communes, une affichette (image) soit visible par le public au Service d'état civil et aux guichets  des agences de pompes funèbres et crématoriums agréés par la Mairie.

## Rituels et opposition de l'église catholique

### Rituels
La dispersion peut faire l’objet d’une cérémonie organisée par la famille, en respectant les volontés du défunt et en suivant les règles légales. La personnalisation de cette cérémonie peut inclure lectures, musique ou symboles, pour rendre hommage de manière significative. Mais, de facto, la dispersion n’offre pas un lieu précis et nominatif où se recueillir plus tard ce que, à contrario, permet une sépulture d’urne.

### Opposition de l’église catholique
La crémation, en elle-même, fut bannie (1917) puis admise (1963) par le Vatican. 
Par contre, concernant la dispersion, l’église catholique y est fermement opposée. L’Instruction Ad resurgendum Christo, « Pour ressusciter avec le Christ » du 15 août 2016, précise « Art. 7. Pour éviter tout malentendu de type panthéiste, naturaliste ou nihiliste, la dispersion des cendres dans l’air, sur terre, dans l’eau ou de toute autre manière, n’est pas permise ; il en est de même de la conservation des cendres issues de l’incinération dans des souvenirs, des bijoux ou d’autres objets. En effet, les raisons hygiéniques, sociales ou économiques qui peuvent motiver le choix de l’incinération ne s’appliquent pas à ces procédés. Art. 8. Dans le cas où le défunt aurait, de manière notoire, requis l’incinération et la dispersion de ses cendres dans la nature pour des raisons contraires à la foi chrétienne, on doit lui refuser les obsèques, conformément aux dispositions du droit ».

## Dans la culture
- Dans The Big Lebowski, les personnages dispersent les cendres de Donny sur une falaise au bord de l'océan. Avec un vent contraire, ils se prennent une partie des cendres au visage.